# Liste der Nummer-eins-Hits in Kanada (1991)
Diese Liste enthält alle Nummer-eins-Hits in Kanada im Jahr 1991. Es gab in diesem Jahr 21 Nummer-eins-Singles und zwölf Nummer-eins-Alben.
| Singles | Alben |
| --- | --- |
| - George Michael – Freedom! ’90 - 2 Wochen (19. Januar – 25. Januar) 1 - Elton John – You Gotta Love Someone - 1 Woche (26. Januar – 1. Februar) - Madonna – Justify My Love - 1 Woche (2. Februar – 8. Februar) - Janet Jackson – Love Will Never Do (Without You) - 1 Woche (9. Februar – 15. Februar) - INXS – Disappear - 2 Wochen (16. Februar – 1. März) - Whitney Houston – All the Man That I Need - 1 Woche (2. März – 8. März) - Sting – All This Time - 1 Woche (9. März – 15. März) - Mariah Carey – Someday - 4 Wochen (16. März – 12. April) - Gloria Estefan – Coming Out of the Dark - 1 Woche (13. April – 19. April) - Londonbeat – I’ve Been Thinking About You - 2 Wochen (20. April – 3. Mai) - Roxette – Joyride - 3 Wochen (4. Mai – 24. Mai) - Rod Stewart – Rhythm of My Heart - 2 Wochen (25. Mai – 7. Juni) - Extreme – More Than Words - 4 Wochen (8. Juni – 5. Juli) - Paula Abdul – Rush Rush - 4 Wochen (6. Juli – 2. August) - Bryan Adams – (Everything I Do) I Do It for You - 9 Wochen (3. August – 4. Oktober) - Rod Stewart – Motown Song - 1 Woche (5. Oktober – 11. Oktober) - Bob Seger – The Real Love - 1 Woche (12. Oktober – 25. Oktober) - Bryan Adams – Can’t Stop This Thing We Started - 1 Woche (26. Oktober – 1. November, insgesamt 4 Wochen) - Mariah Carey – Emotions - 1 Woche (2. November – 8. November) - Bryan Adams – Can't Stop This Thing We Started - 3 Wochen (9. November – 29. November, insgesamt 4 Wochen) - Tom Cochrane – Life Is a Highway - 2 Wochen (30. November – 13. Dezember) - Genesis – No Son of Mine - 2 Wochen (14. Dezember – 27. Dezember) 2 | - Madonna – The Immaculate Collection - 6 Wochen (19. Januar – 1. März) 1 - Sting – The Soul Cages - 5 Wochen (2. März – 5. April) - The Tragically Hip – Road Apples - 2 Wochen (6. April – 19. April) - Mariah Carey – Mariah Carey - 2 Wochen (20. April – 3. Mai) - R.E.M. – Out of Time - 9 Wochen (4. Mai – 5. Juli) - Extreme – Pornograffiti - 9 Wochen (6. Juli – 16. August, insgesamt 11 Wochen) - Natalie Cole – Unforgettable: With Love - 5 Wochen (17. August – 13. September) - Extreme – Pornograffiti - 2 Wochen (14. September – 27. September, insgesamt 11 Wochen) - Metallica – Metallica - 1 Woche (28. September – 2. Oktober) - Guns N’ Roses – Use Your Illusion 1 & 2 - 4 Wochen (3. Oktober – 1. November) - Bryan Adams – Waking Up the Neighbours - 5 Wochen (2. November – 6. Dezember) - Tom Cochrane – Mad Mad World - 1 Woche (7. Dezember – 13. Dezember) - U2 – Achtung Baby - 2 Wochen (14. Dezember – 27. Dezember) 2 |